# Gran Mezquita de París
La Gran Mezquita de París (en árabe مسجد باريس الكبير) es la mayor de Francia. Tiene una hectárea de superficie y un minarete de 33 metros de altura. Es de estilo marroquí y se encuentra en el nº 6 de la calle Georges-Desplas en el Barrio Latino, V distrito de París, cerca del Jardin des Plantes.

## Construcción
La mezquita fue construida en homenaje a los musulmanes muertos por Francia en la Primera Guerra Mundial. 
Fue inaugurada el 16 de julio de 1926, por el Présidente francés Gaston Doumergue y el Sultán de Marruecos Moulay Youssef.
Está inspirada en la mezquita El-Qaraouiyyîn de Fez, una de las más importantes de Marruecos. Todos los elementos decorativos y, en particular los mosaicos, fueron realizados por artesanos del Norte de África, utilizando materiales tradicionales. El minarete está inspirado en el de la mezquita Zitouna de Túnez. La puerta principal está adornada con motivos florales dentro de la tradición islámica.

## El interior
La mezquita tiene una sala de oraciones, una escuela, biblioteca, sala de conferencias, restaurante, salón de té, un baño turco y establecimientos comerciales.

## Visitas
La mezquita está abierta para los turistas durante todo el año, excepto en las salas para sermones de los imanes, para la lectura del Corán, y para las oraciones y meditaciones de los fieles del Islam. El recorrido es gratuito para los musulmanes, pero no para los que no lo son.
La mezquita cuenta también con el restaurante tradicional A las puertas de Oriente, con cocina de los países del Magreb (tagine, cous-cous ...), té, té con menta, delicias turcas, pastelería, pipa de agua, etc. Baño de vapor (con horarios diferentes para hombres y mujeres), y un establecimiento para comprar productos tradicionales árabes. Estos servicios están abiertos al público durante todo el año.        Los visitantes pueden visitar el Grande Mosquée De Paris todos los días de 9:00 am a 6:00 pm.